# Operación Guacamaya
La Operación Guacamaya es el nombre de la operación de rescate ejecutada a inicios de mayo de 2025 que permitió la salida de cinco opositores venezolanos asilados en la Embajada de Argentina en Caracas tras un prolongado asedio del gobierno de Nicolás Maduro. La acción expuso las fracturas internas del gobierno chavista y vulnerabilidades dentro de sus fuerzas de seguridad.

## Antecedentes
En marzo de 2024, seis dirigentes del partido Vente Venezuela —Pedro Urruchurtu, Magallí Meda, Claudia Macero, Humberto Villalobos, Omar González y Fernando Martínez Mottola— buscaron refugio en la embajada de Argentina en Caracas para evadir órdenes de captura por supuesta conspiración y traición a la patria.  
Tras la ruptura diplomática con Argentina, la sede quedó bajo protección de Brasil desde el 1 de agosto de 2024, luego de que Argentina se retirara en represalia por condenar el fraude electoral venezolano.

## Asedio a la embajada

### Custodia y bloqueo
- El 23 de noviembre de 2024 comenzó un tercer asedio a la residencia del embajador, con efectivos de la DAET y del SEBIN rodeando el edificio, bloqueando calles y cortando servicios básicos (electricidad, agua y comunicaciones).
- Vigilancia de accesos: sólo existían dos entradas formales, ambas custodiadas sin descanso por el SEBIN, lo que dificultaba cualquier movimiento interno o externo.

### Condiciones de los asilados
Durante el asedio, los asilados denunciaron haber sido sometidos a “tortura silenciosa” debido a la falta de luz, agua y comida, así como al acoso constante de drones y patrullas.

## Los asilados y el fallecimiento de uno de ellos
Originalmente seis opositores permanecieron en la embajada desde el 20 de marzo de 2024, pero Fernando Martínez Mottola se entregó a las autoridades el 19 de diciembre de 2024 tras más de nueve meses de asilo, y falleció el 26 de febrero de 2025 durante su arresto domiciliario por complicaciones de salud.  
Los cinco que permanecían hasta mayo de 2025 eran:
1. Pedro Urruchurtu
2. Magallí Meda
3. Claudia Macero
4. Humberto Villalobos
5. Omar González

## Detalles de la operación
La líder opositora María Corina Machado describió Guacamaya como una acción “diseñada con tanta precisión y ejecutada a la perfección”, destinada a liberar a quienes consideraba “rehenes torturados” en un “centro de tortura” diplomático. Machado afirmó que la embajada, considerada “la segunda instalación más cuidada en todo el país, después de Miraflores”, logró evadir la vigilancia sin alertar al régimen.

## Salida y rescate
El 6 de mayo de 2025, tras 412 días de asilo, los cinco opositores salieron de la embajada en una operación coordinada por Estados Unidos, Argentina y Brasil, y fueron trasladados de forma segura a territorio estadounidense.  
El secretario de Estado de EE. UU., Marco Rubio, confirmó el rescate en sus redes sociales, destacando la precisión de la misión y el agradecimiento de la oposición venezolana.

## Consecuencias
- «Fracturas del régimen»: la operación evidenció grietas internas en el chavismo y mostró la vulnerabilidad de su aparato represivo.[5]
- Reacciones internacionales: Argentina, EE. UU. y Brasil recibieron elogios por su papel, mientras que el gobierno de Maduro negó cualquier negociación y advirtió represalias contra opositores.
- Clima de peligrosidad: Machado alertó que “son horas muy peligrosas” para los opositores restantes, debido a la posible persecución interna tras el golpe simbólico de Guacamaya.[6]